# Portet-d'Aspet
Portet-d'Aspet is een gemeente in het Franse departement Haute-Garonne (regio Occitanie) en telt 72 inwoners (2009). De plaats maakt deel uit van het arrondissement Saint-Gaudens. De inwoners van de gemeente noemen zichzelf les Portetois.

## Geografie
De oppervlakte van Portet-d'Aspet bedraagt 15,0 km², de bevolkingsdichtheid is dus 4,8 inwoners per km². De gemeente is bereikbaar via de D118.
In de gemeente ligt ook de Col de Portet d'Aspet, een beruchte bergtop die regelmatig figureert in de Tour de France. In de beklimming van deze berg kwam de Italiaanse renner Fabio Casartelli in 1995 ten val en overleed. Ook staat er een herdenkingsmonument voor de Tweede Wereldoorlog op de Col.
De onderstaande kaart toont de ligging van Portet-d'Aspet met de belangrijkste infrastructuur en aangrenzende gemeenten.

## Demografie
Onderstaande figuur toont het verloop van het inwonertal (bron: INSEE-tellingen).